# Ramularia keithii
Ramularia keithii Massee – gatunek grzybów z klasy Dothideomycetes. Grzyb mikroskopijny, fitopatogen pasożytujący na ślazie zaniedbanym (Malva neglecta). Powoduje plamistość liści.

## Systematyka i nazewnictwo
Pozycja w klasyfikacji według Index Fungorum: Ramularia, Mycosphaerellaceae, Capnodiales, Dothideomycetidae, Dothideomycetes, Pezizomycotina, Ascomycota, Fungi.
Gatunek ten opisał George Edward Massee w 1893 r.
Synonimy:
- Ramularia malvae var. malvae-moschatae Sacc. 1886
- Ramularia malvae-moschatae (Sacc.) Vestergr. 1912

## Charakterystyka
Na porażonych roślinach powoduje powstawanie ograniczonych nerwami, jasnobrązowych plam o średnicy około 5 mm. Zarodniki i konidiofory tworzą się głównie na dolnych stronach liści w postaci nalotu.
Endofit, jego grzybnia jest zanurzona w tkankach rośliny. Konidiofory o wymiarach 20–100 × 2–3,5μm. Konidia powstają w krótkich łańcuszkach. Są wrzecionowate lub elipsoidalne, jedno lub dwukomórkowe, o wymiarach 20–40 × 4–6 μm.
Monofag. W Polsce podano występowanie Ramularia keithii na ślazie zaniedbanym (Malva neglecta).